# Червонопрапорний сельский совет (Генический район)
Червонский сельский совет (укр. Червонська сільська рада) — входит в состав
Генического района
Херсонской области
Украины.
Административный центр сельского совета находится в 
с. Червоное
.

## История
- 1929 — дата образования.

## Населённые пункты совета
- с. Червоное
- с. Сальково
- с. Семихатка
- с. Ясная Поляна